# Baccara (groupe)
Pour les articles homonymes, voir Baccara.
Baccara est un groupe espagnol de pop et disco, originaire de Madrid. Il est composé de deux chanteuses et danseuses espagnoles, Mayte Mateos (née à Logroño, le 7 février 1951) et María Mendiola (née à Madrid, le 4 avril 1952 et morte le 11 septembre 2021), découvertes dans la foulée du rythme disco et pop à Fuerteventura par le producteur allemand Rolf Soja pour RCA en 1977.

## Biographie

### Baccara (1977–1981)
Elles obtiennent deux succès internationaux en 1977 avec les titres Yes Sir, I Can Boogie et Sorry, I'm a Lady qui sont classées dans les hit parades de toute l'Europe, y compris le Royaume-Uni. Elles représentent le Luxembourg au Concours Eurovision de la chanson en avril 1978 avec la chanson Parlez-vous français ?, terminant 7e sur 20, avec 73 points.
Le groupe original continue d'avoir du succès dans certains pays comme l'Allemagne et la Suède mais se sépare au début des années 1980. Après quelques tentatives de carrière en solo, les deux chanteuses ont chacune recomposé un duo « Baccara », parfois sous des appellations modifiées comme « New Baccara » et « Baccara 2000 », avec des partenaires différentes. Deux duos « Baccara » traversent ainsi les décennies, chacun avec en son sein une des deux chanteuses de la formation originelle.
En 2012, un duo Baccara est constitué de Mayte Mateos et Paloma Blanco, et un autre réunit Maria Mendiola et Cristina Sevilla. Cette dernière avait fait partie du duo «Baccara» formé avec Mayte Mateos de 1999 à 2004.

### Baccara avec Mayte Mateos (depuis 1983)
Depuis la séparation du line-up original du duo, Mayte Mateos change 11 partenaires de scène. De 1999 à 2004, Mayte Mateos se produit sur scène et enregistre en studio avec Cristina Sevilla. En 1999, elles sortent sur le label RCA une version rap de Yes Sir, I Can Boogie '99 avec Michael Yuniversal.
En 2004, Mayte Mateos était impliquée à nouveau dans l'Eurovision, lorsqu'elle participe (avec Cristina Sevilla) au concours de présélection suédois Melodifestivalen pour représenter la Suède avec la chanson Soy tu Venus. Cependant, Baccara perd face à la star locale Lena Philipsson, qui se finalement classe finalement cinquième de la compétition. En 2004, Mayte Mateos et Cristina Sevilla sortent sur le label Lionheart (maintenant fusionné avec Capitol Records Suède) un album Soy tu Venus.
À partir de 2005, Mayte Mateos se produit sur scène et enregistre en studio avec Paloma Blanco. En 2008, elles sortent un single Nights in Black Satin et un album Satin… in Black and White sur le label allemand Edel. L'album est produit par Ralf Soja et Frank Dostal. Après la pandémie de Covid-19, Mateos ne s’est produit que 3 fois. Un spectacle a lieu en 2022, dans sa ville natale Logroño. Un concert est annoncé en Roumanie en juillet 2022, mais est ensuite annulé. Deux spectacles ont lieu en 2023 sur l'île de Majorque, où Mayte Mayteos réside actuellement.

### Baccara avec María Mendiola (1985–2021)

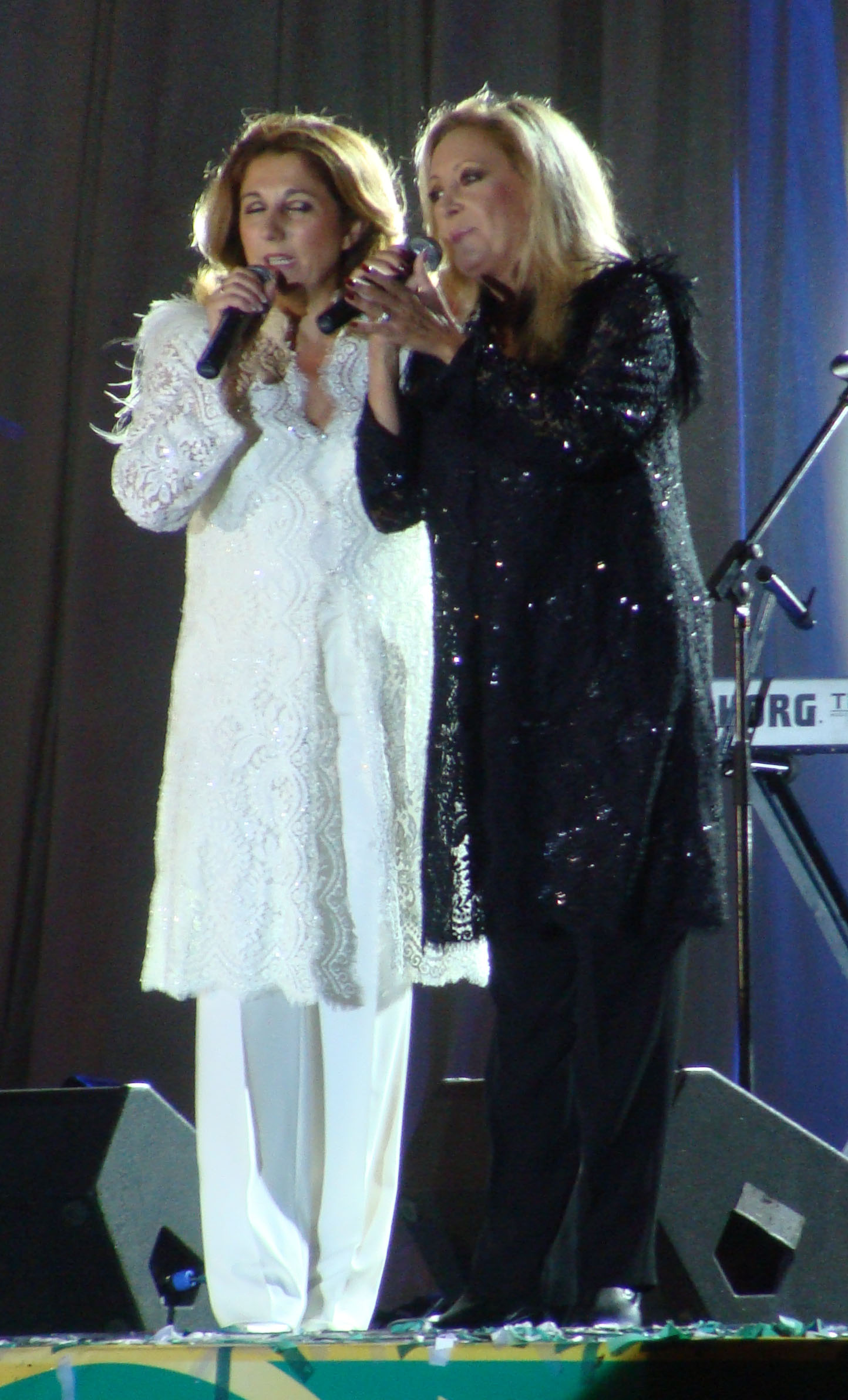
Cristina Sevilla et Maria Mendiola en 2011

Depuis 2011, Maria Mendiola se produit et enregistre avec Cristina Sevilla. En 2012, Mendiola et Sevilla se sont produits au festival Legends of Retro FM à Moscou, en Russie. En 2016, elles sortent une nouvelle version de Yes Sir, I Can Boogie avec le groupe Plugin. En 2017, Mendiola et Sevilla ont sorti un album I Belong to Your Heart produit par Luis Rodríguez (producteur) avec 11 nouvelles chansons plus I Belong to Your Heart prolongé et une nouvelle version de leur hit Fantasy Boy, sorti en 1986.
En novembre 2020, Yes Sir, I Can Boogie revient dans les charts britanniques après avoir été présenté dans plusieurs vidéos en ligne publiées par des membres de l'équipe de football d'Écosse. L'équipe se qualifie pour les championnats d'Europe et est entendue chanter la chanson dans des vidéos de célébration. La chanson est devenu un « nouveau » hit numéro 57 pour Sony Music dans le classement national des singles, passant encore 2 semaines dans le Top 100 du classement officiel des ventes de singles. Maria Mendiola aurait déclaré qu'elle serait heureuse d'enregistrer une nouvelle version pour la finale.
En juin 2021, le DJ écossais George « GBX » Bowie sort une nouvelle version remixée de Yes Sir, I Can Boogie pour que les fans écossais l'utilisent comme hymne pour l'UEFA Euro 2020. Cette version dansante comprenait des voix nouvellement enregistrées de Baccara, et atteint également le chart officiel des ventes de singles Top 100, culminant à la 11e place.
Maria Mendiola décède le 11 septembre 2021 à Madrid, à l'âge de 69 ans, entourée de sa famille hospitalisée. Sa partenaire de scène Cristina Sevilla écrit et poste sur le compte Instagram du duo @baccaraoficial « Comme c'est difficile pour moi d'écrire ceci. María, une artiste merveilleuse, mais pour moi avant tout une personne formidable. Mon amie nous a quittés aujourd'hui. Je suis perdue pour mots... Je ne peux que la remercier pour tout ce que j'ai reçu d'elle et lui dire ce que j'ai eu la chance de lui dire tant de fois dans ma vie : je t'aime. » La famille de Mendiola déclare qu'elle souffrait d'une carence sanguine depuis deux décennies.

### Baccara avec Cristina Sevilla (depuis 2022)

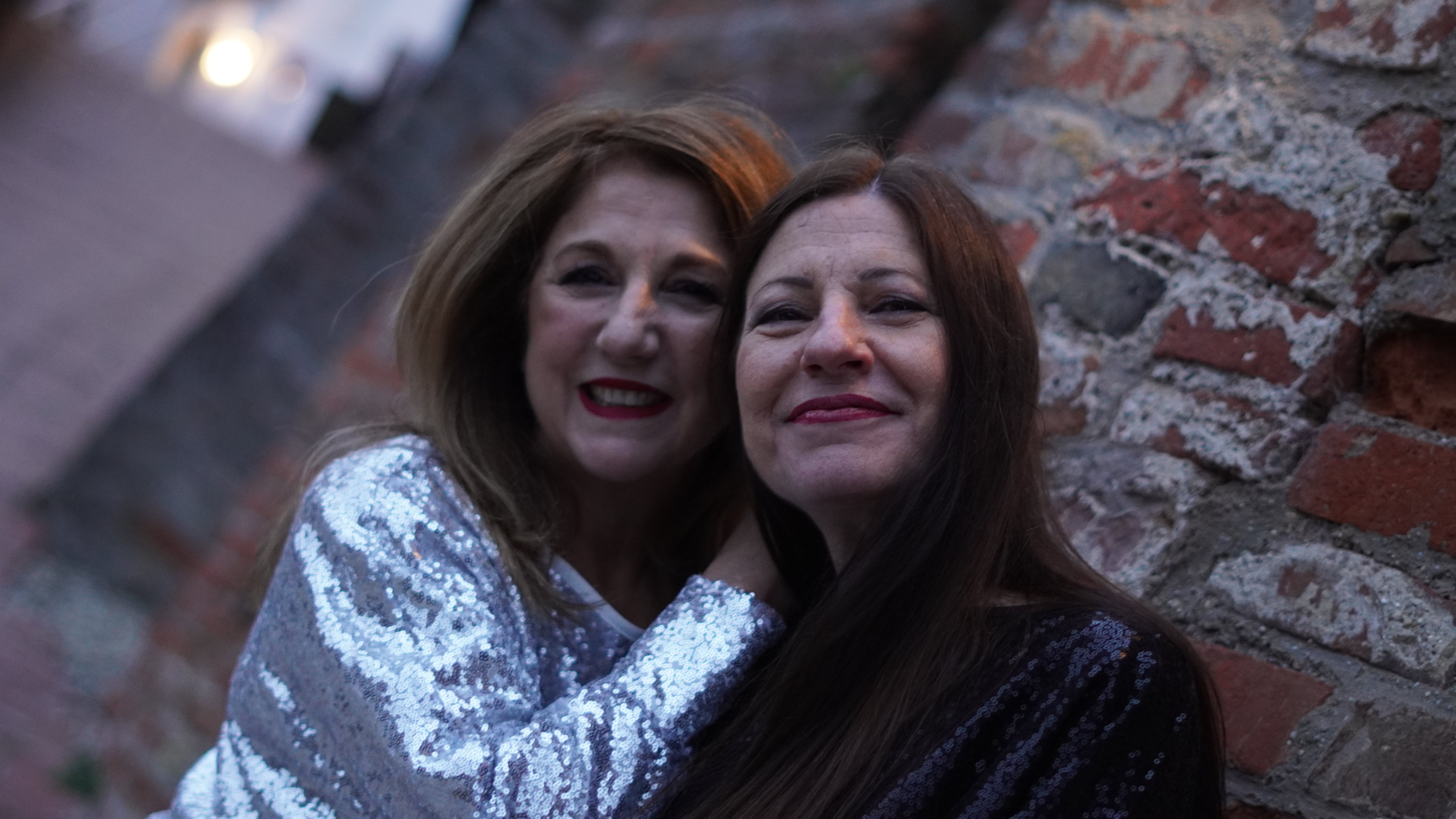
Cristina Sevilla (à gauche) et Helen de Quiroga, en 2022.

Après le décès de María Mendiola, Cristina Sevilla décide de continuer les présentations comme Baccara, comme un hommage continu à l'héritage de María Mendiola, en détenant la propriété et les droits sur la marque selon les classes 41 et 9 du classement de Nice[pas clair]. Le 26 janvier 2022, l'annonce officielle est faite en présentant le nouveau membre du duo, Helen De Quiroga, une chanteuse avec une longue carrière et connue pour son travail avec des artistes comme Miguel Bosé et Alejandro Sanz. Helen de Quiroga joue également dans des comédies musicales telles que Cats et fournit sa voix pour des films Disney comme La Petite Sirène et Le Roi Lion.
La première représentation du Baccara dans la nouvelle formation a lieu à Kiev, en Ukraine, en février 2022. Tout au long de l'année 2022, Cristina Sevilla et Helen de Quiroga ont donné des concerts divers concerts et spectacles dans des villes comme Séville (pour Christian Dior),, Madrid (Madrid Pride, scène Plaza de España), Londres, Écosse au festival Doune the Rabbit Hole festival, et Estonie.
Début septembre 2022, leur label Team 33 annonce la sortie du nouveau single de Baccara, Don't Let this Feeling Go Away, produit par Luis Rodríguez. En octobre 2022, Sevilla et de Quiroga se produisent comme Baccara en Allemagne, lors d'une exposition de fleurs dans la ville de Beelitz. Fin novembre 2022, Cristina Sevilla et Helen de Quiroga se rendent aux États-Unis pour donner deux concerts en Californie.
En 2023, Baccara continue de donner des concerts dans différents pays, visitant des pays comme la Bolivie (carnaval d’Oruro) et la Lettonie (Nostaligia festival). En mai 2023, Sevilla et de Quiroga sortent le maxi-single Don't Let this Feeling Go Away, avec des versions étendues de la chanson susmentionnée, Call Me Up et Fantasy Boy. En juin 2023, elles reviennent se produire en Californie au New Wave Fest. En juillet 2023, Baccara donne un grand concert solo dans la ville d'Uralsk, au Kazakhstan. En août 2023, Sevilla et de Quiroga comme Baccara participent au Festival des arts et de la culture, dans la ville de Botosani en Roumanie. En septembre 2023, Baccara se produit à Paris, France, au Etam Live Show, pour le défilé de la lingerie. L'émission est retransmise en direct sur la chaîne de télévision française TMC. En novembre 2023, Baccara se produit dans la ville moldave de Comrat lors de la fête du vin,. Le 25 novembre 2023, Baccara sort le single When I'm With You sur le label Studio 33.
Baccara avec Cristina Sevilla n’est pas un groupe hommage. C’est Baccara, avec les droits officiellement enregistrés auprès de l’Office de la propriété intellectuelle de l’Union européenne (EUIPO) ainsi qu’auprès de l’Office de la propriété intellectuelle du Royaume-Uni (IPO).

## Discographie
Baccara chante en anglais, en français, en espagnol et en allemand.

### Albums studio
- 1977 : Baccara
- 1978 : Light My Fire
- 1978 : Los Exitos de Baccara
- 1979 : Colours
- 1981 : Bad Boys
- 1990 : F.U.N.
- 1994 : Our Very Best
- 1999 : Made In Spain
- 1999 : Baccara 2000
- 2000 : Face To Face
- 2002 : Greatest Hits
- 2004 : Soy Tu Venus

### EP
- 1990 : Yes Sir, I Can Boogie '90
- 1999 : Yes Sir, I Can Boogie '99
- 2002 : Wind Beneath My Wings
- 2004 : Soy Tu Venus
- 2005 : Yes Sir, I Can Boogie 2005

### Singles
- 1977 : Yes Sir, I Can Boogie / Cara Mia
- 1977 : Sorry, I'm a Lady / Love You Till I Die
- 1977 : Sorry, I'm a Lady (Extended Mix) / Yes Sir, I Can Boogie (Extended Mix)
- 1977 : Granada / Sorry, I'm a Lady
- 1977 : Koochie-Koo / Number One
- 1978 : Parlez-vous français ? / Amoureux
- 1978 : Parlez-vous français? (English Version) / You And Me
- 1978 : Parlez-vous français? / Adelita
- 1978 : Darling / Number One
- 1978 : Darling / Mad In Madrid
- 1978 : The Devil Sent You To Lorado / Somewhere In Paradise
- 1978 : El diablo te mandó a Laredo / Somewhere In Paradise
- 1979 : Body-Talk / By 1999
- 1979 : Body-Talk (Extended Mix) / By 1999 (Extended Mix)
- 1979 : Baila tú / En el año 2000
- 1979 : Ay, Ay Sailor / One, Two, Three, That's Life
- 1979 : Ay, Ay Sailor / For You
- 1979 : Eins plus eins ist eins (1+1 =1) / For You
- 1980 : Sleepy-Time-Toy / Candido
- 1981 : Colorado / Mucho, Mucho
- 1987 : Call Me Up / Talismán
- 1988 : Fantasy Boy
- 1989 : Touch Me
- 1990 : Yes Sir, I Can Boogie '90
- 1994 : Yes Sir, I Can Boogie (Italo Disco Mix)
- 1994 : Sorry, I'm A Lady (Italo Disco Mix)
- 1999 : Sorry, I'm A Lady (Dance Version)
- 1999 : Yes Sir, I Can Boogie '99
- 2000 : I Want To Be In Love With Somebody
- 2000 : Face To Face
- 2002 : Yes Sir, I Can Boogie (Copa Remix)
- 2005 : Yes Sir, I Can Boogie 2005
- 2008 : Fantasy Boy 2008
- 2012 : Maria Maria (avec Peter Glyt)
- 2016 : Yes Sir, I Can Boogie (avec Plugin)
- 2016 : I Belong to Your Heart
- 2021 : 'Yes Sir, I Can Boogie (Sparkos Remix)
- 2021 : Yes Sir, I Can Boogie (Paul Keenan Remix)
- 2021 : No Sir, Don't Say Goodbye

## Reprises
- Sophie Ellis-Bextor a fait une reprise de Yes Sir, I Can Boogie en 2002.
- Le groupe Goldfrapp a repris la chanson Yes Sir, I Can Boogie en 2003 sous le titre Yes Sir.
- Dana International en a fait aussi une reprise en 1993 sur son premier album Dana International (Offer Nissim Presents).
- Une version française intitulée Geisha faite en 2006 par Marjolaine Bui, candidate du jeu télévisée Greg le millionnaire.
- Mireille Mathieu a chanté une adaptation en allemand de For You en 1982 sous le titre Nur Du. L'adaptation tout comme l'arrangement étaient signés du producteur et compositeur original de la chanson Rolf Soja.
- Le groupe rock « Sala & the Strange Sounds » a réalisé une reprise de Yes Sir I can boogie avec la voix de Mayte Mateos (intervenant aussi dans le clip vidéo du titre). La reprise fut officiellement lancée à l'occasion d'une prestation live à Madrid, le 27 avril 2013.
- Yes Sir, I can Boogie apparait comme bonus song sur la version japonaise de l'album Theatrical Madness (en) sorti par le groupe de heavy metal Evil Masquerade en 2005[31].